# Bulbophyllum stellatum
Bulbophyllum stellatum är en orkidéart som beskrevs av Oakes Ames. Bulbophyllum stellatum ingår i släktet Bulbophyllum och familjen orkidéer. Inga underarter finns listade i Catalogue of Life.